# Ioana Voicu
Ioana Voicu (27 febbraio 1972) è una tuffatrice rumena.
Ha rappresentato la nazionale della Romania nel concorso dei tuffi dalla piattaforma 10 metri ai Giochi olimpici estivi di Barcellona 1992, concludendo al nono posto in classifica.

## Palmarès
- Campionati europei giovanili di nuoto

Leeds 1989: bronzo nella piattaforma 10 m - Donne - categoria "A"